# Borbels
Borbels is een nederzetting in de Duitse gemeente Buttlar in het Wartburgkreis in Thüringen. De plaats wordt voor het eerst genoemd in  1549. De tot dan zelfstandige gemeente werd in 1974 bij Bermbach gevoegd. In 1994 werd Bermbach bij Buttlar gevoegd.